# Příběh opravdového člověka
Příběh opravdového člověka (1947, Повесть о настоящем человеке) je román ruského sovětského spisovatele Borise Nikolajeviče Polevého z období Velké vlastenecké války.
Román byl napsán během autorovy účasti na Norimberském procesu (jak o tom sám Polevoj píše ve své knize z roku 1969 Norimberský deník) a je založen na skutečném příběhu Hrdiny Sovětského svazu letce Alexeje Maresjeva (v knize vystupuje pod jménem Meresjev).
V románu se Polevoj snažil vytvořit obraz ideálního sovětského hrdiny a jen do roku 1954 bylo vydáno 2,34 miliónů exemplářů. Za svůj úspěch však kniha vděčí nikoliv kvalitě, nýbrž záměru, který byl podporován oficiální komunistickou propagandou.

## Obsah románu
Nadporučík Alexej Petrovič Meresjev byl sovětský letec, kterého sestřelily německé stíhačky. Zřítil se do zasněženého lesa na nacisty okupovaném území nedaleko města Staraja Russa a při pádu si těžce poranil obě nohy. Osmnáct dní se plazil ke svým zasněženou pustinou, kde jedl ježky, dokonce našel i masovou konzervu. Za tu dobu urazil asi 60 kilometrů. Pak ho našli dva malí kluci z blízké vesnice, kde se ho ujal děda Michajla, který mu svou péčí zachránil život. Poté ho převezli do moskevského lazaretu, kde mu museli amputovat obě nohy a on se musel začít učit chodit na protézách. Po překonání dočasné deprese se rozhodl, že se stůj co stůj opět stane stíhacím letcem. Díky houževnaté přípravě ovládl své protézy tak, že na nich mohl i tancovat. Jeho snahu znovu létat jeho nadřízení pochopitelně odmítali, že letadlo přece nemůže ovládat beznohý. Když jim však ukázal, jak umí tancovat, řekli mu, že to s ním zkusí a poslali ho do přípravné školy. Nakonec se jeho přání splnilo a mohl se vrátit ke svému pluku. Román končí leteckým bojem, v němž Meresjev sestřelil tři nacistická letadla a doletěl bez benzínu zpět na letiště.
O své knize sám autor napsal: Nazval jsem knihu „Příběh opravdového člověka“, protože Alexej Meresjev je opravdový sovětský člověk, kterého nikdy nechápal a až do své hanebné smrti nepochopil Hermann Goring a kterého nechápou až doposud všichni ti, kdo zapomínají na poučení dějin a i nyní ještě tajně sní o tom, že půjdou cestou Napoleona a Hitlera.

## Adaptace
Podle knihy vznikla roku 1948 stejnojmenná opera Sergeje Prokofjeva a roku 1949 stejnojmenný sovětský film režiséra Alexandra Stolpera.

## Česká vydání
Román Příběh opravdového člověka dosáhl v letech 1948 až 1984 dvaceti tří českých vydání, všechna v překladu Julie Heřmanové. Kniha vyšla v těchto nakladatelstvích:
- Svoboda, Praha 1948, 1949, 1950 (tři vydání), 1951 a 1972.
- SNDK, Praha 1951, 1953, 1954 a 1956.
- Naše vojsko, Praha 1953.
- Svět sovětů, Praha 1956 a 1967.
- Státní pedagogické nakladatelství, Praha 1957, 1958, 1959, 1964 a 1975.
- SNKLU, Praha 1963.
- Albatros, Praha 1976.
- Lidové nakladatelství, Praha 1977 a 1984.